# Tom Cappan
Tom Cappan (12 juli 1995) is een Belgisch voetballer die als middenvelder voor SK Lochristi speelt.

## Carrière
Tom Cappan speelde in de jeugd van KSK Beveren en KVRS Waasland - SK Beveren. Hierna speelde hij voor de amateurclubs Sportkring Sint-Niklaas, Cappellen FC en Koninklijke Lyra TSV. In 2017 vertrok hij naar RKC Waalwijk, waar hij debuteerde in het betaald voetbal. Dit gebeurde op 3 november 2017, in de met 0-0 gelijkgespeelde uitwedstrijd tegen MVV Maastricht. Hij kwam in de 84e minuut in het veld voor Saïd Bakari. Dit was zijn enige wedstrijd die hij voor RKC speelde. Tot de zomer van 2019 speelde hij in het tweede elftal, en na de promotie naar de Eredivisie mocht hij vertrekken. Hij keerde terug naar Sportkring Nieuwkerken Sint-Niklaas. Sinds 2020 speelt hij voor SK Lochristi.

### Statistieken
| Seizoen                       | Club                        | Land           | Competitie        | Competitie | Competitie | Beker | Beker | Totaal | Totaal |
| Seizoen                       | Club                        | Land           | Competitie        | Wed.       | Dlp.       | Wed.  | Dlp.  | Wed.   | Dlp.   |
| ----------------------------- | --------------------------- | -------------- | ----------------- | ---------- | ---------- | ----- | ----- | ------ | ------ |
| 2013/14                       | Sportkring Sint-Niklaas     | België         | Derde klasse A    | 3          | 0          | 0     | 0     | 3      | 0      |
| 2015/16                       | Cappellen FC                | België         | Derde klasse B    | 5          | 0          | 0     | 0     | 5      | 0      |
| 2017/18                       | RKC Waalwijk                | Nederland      | Eerste divisie    | 1          | 0          | 0     | 0     | 1      | 0      |
| 2018/19                       | RKC Waalwijk                | Nederland      | Eerste divisie    | 0          | 0          | 0     | 0     | 0      | 0      |
| 2019/20                       | SK Nieuwkerken Sint-Niklaas | België         | Tweede klasse am. | 22         | 0          | 0     | 0     | 22     | 0      |
| Carrièretotaal                | Carrièretotaal              | Carrièretotaal | Carrièretotaal    | 31         | 0          | 0     | 0     | 31     | 0      |
| Bijgewerkt op 2 februari 2021 |                             |                |                   |            |            |       |       |        |        |